# سیائو یو
سیائو یو (به چینی: 少女小漁) یک فیلم درام محصول سینمای تایوان به کارگردانی سیلویا چانگ، نویسندگی سیلویا چانگ و انگ لی، با بازی رنه لیو در اولین نقش سینمایی خود است که در سال ۱۹۹۵ اکران شد.
رنه لیو نامزد جایزه اسب طلایی بهترین بازیگر زن در سال ۱۹۹۴ و برنده جایزه بهترین بازیگر زن جشنواره فیلم آسیا پاسیفیک در سال ۱۹۹۵ شد.

## داستان
سیائو یو یک مهاجر غیرقانونی است که در کارگاهی در نیویورک کار می‌کند که در آن کارگران مورد استثمار قرار می‌گیرند. برای به دست آوردن گرین کارت معروف، او با ماریو ازدواج جعلی ترتیب می‌دهد، در حالی که دوست پسر واقعی او، جیان وی، تلاش می‌کند تا تابعیت بگیرد. دلایل ماریو برای این ترتیب به بدهی‌های قمار او مربوط می‌شود، و شغل او به عنوان یک نویسنده باعث می‌شود او در پرداخت صورت حساب‌هایش با مشکل مواجه شود. بین سیائو یو و ماریو یک پیوند ناخوشایند بر اساس درک متقابل شکل می‌گیرد، اما وقتی همسر ماریو، خواننده‌ای که زیاد سفر می‌کند، برمی‌گردد تا ببیند شوهرش با شخص دیگری است، اوضاع بدتر می‌شود.